# 스타렉스 (힙합 크루)
스타렉스(STAREX)는 대한민국의 힙합 크루다. 2017년 결성되었으며, 2021년에도 활발하게 활동 중이다

## 소속 멤버
- 언에듀케이티드 키드
- 노스페이스갓
- 퓨처리스틱 스웨버
- Millham
- !magnic!
- My Homie Tar
- Flavordash
- Benchpress180

## 앨범
- 2020년 The Starex Tape
- 2021년 The Starex Tape 2